# Sorin Babii
Sorin Babii (* 14. listopadu 1963 Arad) je bývalý rumunský sportovní střelec. V pistolových disciplínách se zúčastnil šesti olympiád.
Začínal roku 1977 v klubu Uzinele Textile Arad, v roce 1982 přestoupil do Steauy, kde byl jeho trenérem Corneliu Ion. Vyučil se elektrikářem a pak absolvoval Univerzitu tělesné výchovy a sportu v Bukurešti. V roce 1980 debutoval v reprezentaci a o rok později se stal juniorským mistrem Evropy ve vzduchové pistoli družstev. Při své první olympijské účasti obsadil jedenácté místo na LOH 1984 v Los Angeles. V roce 1985 se podílel na světovém rekordu ve střelbě družstev na 50 m nástřelem 1719 bodů. Na Letních olympijských hrách 1988 v Jižní Koreji získal zlatou medaili v disciplíně 50 metrů libovolná pistole, když celkově získal 660 bodů. Na soulské olympiádě byl také čtvrtý ve vzduchové pistoli na 10 m. V roce 1989 se stal mistrem Evropy a získal bronzovou medaili na mistrovství světa ve sportovní střelbě. Na světovém šampionátu v roce 1991 byl opět třetí. Na barcelonské olympiádě v roce 1992 byl třetí ve vzduchové pistoli a pátý v libovolné pistoli. V roce 1994 vyhrál akci Světového poháru a v roce 1995 byl mistrem Evropy na 50 m družstev. Na olympiádách v letech 1996, 2000 a 2004 se již do finále neprobojoval. Ve své střelecké kariéře vystřílel 300 000 ran. Osmdesátkrát se stal mistrem Rumunska a osmnáctkrát mistrem Balkánu. 	 
Je podplukovníkem v záloze rumunské armády. Byl mu udělen Národní řád za zásluhy. V letech 2010 až 2019 byl předsedou Rumunské federace sportovní střelby. Působí také jako trenér, jeho svěřenec Alin Moldoveanu se stal v roce 2012 olympijským vítězem. Jeho manželkou je bývalá střelkyně Lucia Babii.